# 19-es villamos (Budapest)
A budapesti 19-es jelzésű villamos a Bécsi út / Vörösvári út és a Kelenföld vasútállomás között közlekedik. A járatot a Budapesti Közlekedési Zrt. üzemelteti.

## Története
1910-ben indult az Állatkert – Thököly út – Rákóczi út – Múzeum körút – Kálvin tér – Kecskeméti utca – Eskü tér útvonalon. 1915-ben a Kelenföldi pályaudvarig közlekedett. 1919. szeptember 30-ától december 1-jéig szünetelt, viszont amikor újraindították csak az Átlós útig közlekedett. 1921-től ismét Kelenföldig járt, 1930. szeptember 15-én pedig módosult a belvárosi útvonala: a Rákóczi úti villamosok nem kanyarodhattak a Múzeum körútra, ezért a Múzeum körút – Vámház körút – Ferenc József híd helyett a Kossuth Lajos utca – Erzsébet híd – Szent Gellért rakpart útvonalon közlekedtek. 1932-től a Keleti pályaudvar és Kelenföld között közlekedett, Zugló és Keleti pályaudvar között pedig az időszakos 19A villamos közlekedett, mely rendszeressé vált és 69-es jelzéssel közlekedett tovább.
1944. szeptember 6-án ismét járt a 19A villamos a Kelenföldi pályaudvar – Ferenc József híd – Kálvin tér – Erzsébet híd – Budai Duna-part – Kelenföldi pályaudvar útvonalon, de szeptember 27-én megszűnt. 1944 októberében még járt a 19-es villamos a Keleti és a Kelenföldi pályaudvar között.
1945. május 17-én 19A jelzésű villamos indult a Kelenföldi pályaudvar és a Gellért tér (Orlay utca) között. Június 15-én megszüntették, helyette az új 19-es villamos közlekedett a Kelenföldi pályaudvar – Zsigmond tér útvonalon. 1946. május 10-étől a Zsigmond tér helyett Szent János kórházig közlekedett, végül augusztus 20-án megszűnt.
1964. november 21-én az Erzsébet híd átadásával ismét elindult a 19-es villamos a Kelenföldi és a Keleti pályaudvar között. 1972. december 21-én átadták a 2-es metró II. szakaszát, emiatt december 30-án megszűnt az Erzsébet hídon és a Rákóczi úton a villamosközlekedés. A 19-es villamos végállomását a Keleti pályaudvarról a Batthyány térhez helyezték át.
A vonal forgalmát érdemben érintette, hogy 1986. október 31-én megszüntették a Batthyány tértől Budafokig közlekedő 9-es villamosvonalat, mellyel a 19-es a Batthyány tér és Móricz Zsigmond körtér közötti szakaszon csaknem 14 éven át párhuzamosan közlekedett.
1997-ben felszámolták az Etele téri hurokvégállomást és a Somogyi utcában elbontották a végállomás felé tartó irány vágányát. Azóta a 19-es és a 49-es viszonylatok a Vasút utca Etele téri torkolatánál épült fejvégállomáson fognak vissza. Emiatt azonban a csúcsidőben gyakran feltorlódó szerelvények miatt a végállomásra érkező járatok utasainak leszállítása a tértől távolabb történik.
2008. december 20. és 2009. július 30. között a pályáján történt csatornaépítési munkálatok miatt nem közlekedett. A vonalon július 31-én üzemkezdéskor indult újra a villamosközlekedés azzal a változással, hogy az Ybl Miklós tér és Lánchíd megállóhelyeket összevonták, és helyettük Clark Ádám tér néven létesült új megálló.
2015. június 16-án átadták az új Rudas Gyógyfürdő nevű megállóhelyet.
A budai fonódó villamoshálózat projekt keretében új pálya épült a Batthyány tér és a Margit híd között. A Clark Ádám téri villamosalagút átépítése miatt 2015. március 16-ától a villamosok helyett a Clark Ádám tér és Batthyány tér közötti szakaszon a 17-es villamospótló autóbusz és a 86-os busz közlekedett. 2016. január 16-án átadták a Bem rakparti új vonalat, azonban az alagút ekkor még nem készült el, így a villamosok 2016. március 13-áig megosztott útvonalon közlekedtek a Bécsi út / Vörösvári út  és a Clark Ádám tér között a régi 17-es villamos vonalán, majd a Margit hídtól az új pályán a rakparton, valamint a Clark Ádám tér és Kelenföld vasútállomás között a régi szakaszon. Az építkezés befejeztét követően létrejött egy átszállásmentes kapcsolat Óbuda és Kelenföld vasútállomás között.
2016. június 16-ától augusztus 28-áig csak a Bécsi út / Vörösvári út és a Rudas Gyógyfürdő között közlekedik pályafelújítás és villamosmegállóhely-peron építése miatt.

### Fejlesztési tervek
A Budai fonódó villamoshálózat projekt keretében jelentős fejlesztés történt a vonalon, a távolabbi tervekben szerepel egy déli irányú kiágazás építése a Szent Gellért térnél a Műegyetem rakpart irányába.

## Járművek
1964 és 1970 között a vonalon két kocsis Ganz UV típusú villamosok közlekedtek, 1970-től 1973-ig Ganz CSMG-k jártak. 1973-tól 1500-as villamoskocsik közlekedtek pótkocsival, ezután ismét Ganz CSMG-k közlekedtek, 1978. május 12-én újra Ganz UV villamosok közlekedtek helyette, ezúttal pótkocsival. 1989-től 2001-ig pótkocsi nélkül közlekedtek, 2006-ig ismét M+P+M kiadással, végül 2006. november 13-án a Ganz csuklósok váltották fel az UV-kat.
A vonalon 2006 és 2015 között Ganz CSMG villamos közlekedett. 2015. június 16-tól a budai fonódó villamoshálózat átadásáig Tatra T5C5 villamosok közlekednek, amiket a Budafok és Kelenföld kocsiszínekben tárolnak.
A 2013. évi villamostender alapján 2015-ben és 2016-ban új, alacsony padlós villamosok érkeztek Budapestre melyek egy része ezen a viszonylaton közlekedik. A közlekedési eszközök gyártója a spanyolországi baszk Construcciones y Auxiliar de Ferrocarriles vállalat.
A budai fonódó villamoshálózat elindulása után a vonal északi szakaszán részben a vadonatúj CAF Urbos 3 típusú villamosok, részben pedig Ganz CSMG villamosok jártak. A déli szakaszon hétvégén továbbra is maradtak a Tatra villamosok, hétköznap viszont újra Ganz CSMG-k közlekedtek.
A Clark Ádám téri alagút megnyitása után a kocsikiadásban kisebb változás történt: hétvégén is újra Ganz CSMG-k közlekednek a 2 db alacsony padlós CAF villamos mellett. 2017. szeptember 10-étől a vonalon hétvégén, tanítási szünetben, illetve hétköznap csúcsidőn kívül kizárólag CAF villamosok közlekednek, csúcsidőben pedig a szükséges pluszkapacitást továbbra is Ganz CSMG-kel biztosítják. 2019. április 1-étől a BKV nem közlekedtetett a vonalon Ganz CSMG villamosokat, helyüket az M3-as metró északi szakaszának pótlásáról felszabaduló Tatra T5C5K2 típusú villamosok vették át. 2019. szeptember 2-ától a nyár folyamán a Kelenföld vasútállomásig meghosszabbított 1-es villamos megnövekedett járműszükségletét a korábban metrópótlásról felszabaduló Tatra típusú villamosok elégítik ki, így a vonalra ismét visszakerültek a Ganz CSMG típusú villamosok. A 3-as metró középső szakaszának felújítása miatt a vonalról a 2-es villamosra kerültek át a Ganz CSMG típusú villamosok, helyettük a tanítási napokon csúcsidőben ismét a CAF Urbos 3 követését sűrítő Tatra T5C5K2M típusú villamosok járnak.

## Útvonala
| Kelenföld vasútállomás felé | Bécsi út / Vörösvári út felé |
| --- | --- |
| Bécsi út / Vörösvári út vá. – Bécsi út – Zsigmond tér – Frankel Leó út – Vidra utca – Germanus Gyula park – Árpád fejedelem útja – Bem rakpart – aluljáró – Várkert rakpart – Döbrentei tér – Szent Gellért rakpart – Szent Gellért tér – Bartók Béla út – Vasút utca – Kelenföld vasútállomás M vá. | Kelenföld vasútállomás M vá. – Vasút utca – Bartók Béla út – Szent Gellért tér – Szent Gellért rakpart – Döbrentei tér – Várkert rakpart – aluljáró – Bem rakpart – Árpád fejedelem útja – Germanus Gyula park – Vidra utca – Frankel Leó út – Zsigmond tér – Bécsi út – Bécsi út / Vörösvári út vá. |

## Megállóhelyei
| 0  | Bécsi út / Vörösvári út végállomás  | 36 | 1, 1A, 17, 41 137, 160, 218, 237, 260 800, 815, 820, 821, 830, 832, 840, 848 | GOBUDA Mall |
| ∫  | Bécsi út / Vörösvári út             | 35 | 1, 1A, 17, 41 137, 160, 218, 237, 260 800, 815, 820, 821, 830, 832, 840, 848 | GOBUDA Mall |
| 1  | Váradi utca                         | 34 | 17, 41 160, 260 | STOP SHOP Óbuda |
| 3  | Szent Margit Kórház                 | 33 | 17, 41 160, 260 | Szent Margit Kórház, Bláthy Ottó Titusz Informatikai Szakgimnázium |
| 5  | Selmeci utca                        | 31 | 17, 41 | Kiscelli parkerdő |
| 6  | Katinyi mártírok parkja             | 30 | 17, 41 | Katinyi mártírok parkja, Aquincumi katonai amfiteátrum, Óbudai Árpád Gimnázium Óbudai Egyetem - Kandó Kálmán Villamosmérnöki Kar, Óbudai Egyetem - Neumann János Informatikai Kar |
| 8  | Kolosy tér                          | 28 | 17, 41 9, 29, 65, 65A, 111, 165 | Újlak Sarlós Boldogasszony Plébánia |
| 10 | Zsigmond tér                        | 26 | 17, 41 9 | Than Károly Ökoiskola Gimnázium, Szakközépiskola és Szakiskola |
| 11 | Komjádi Béla utca                   | 25 | 17, 41 | Császár-Komjádi Béla Sportuszoda |
| 12 | Szent Lukács Gyógyfürdő             | 23 | 17, 41 | Szent Lukács gyógyfürdő |
| 14 | Margit híd, budai hídfő H           | 22 | 4, 6, 17, 41 9, 26, 91, 191, 226, 291 | Margit híd, HÉV-állomás, Szent Lukács gyógyfürdő, Országos Reumatológiai és Fizioterápiás Intézet, Budai Irgalmasrendi Kórház, Molnár János-barlang, Gül Baba türbéje, Bem mozi   |
| 15 | Bem József tér                      | 20 | 41 | |
| 17 | Batthyány tér M+H                   | 19 | 41 11, 39, 111 | Metróállomás, HÉV-állomás, Szent Anna templom, Batthyány téri vásárcsarnok |
| 18 | Halász utca                         | 17 | 41 | Hunfalvy János Két Tanítási Nyelvű Közgazdasági és Kereskedelmi Szakgimnázium |
| 20 | Clark Ádám tér                      | 15 | Budavári sikló 41 16, 105, 178, 210, 210B, 216 | Széchenyi lánchíd, Budai Váralagút, Várkert Bazár |
| 22 | Várkert Bazár                       | 14 | 41 5 | Rác fürdő, Várkert Bazár |
| 23 | Rudas Gyógyfürdő                    | 13 | 41, 56, 56A 7, 8E, 107, 108E, 110, 112 | Rudas gyógyfürdő, Erzsébet híd |
| 25 | Szent Gellért tér – Műegyetem M     | 11 | 41, 47, 48, 49, 56, 56A 7, 107, 133E | Metróállomás, Budapesti Műszaki és Gazdaságtudományi Egyetem, Szabadság híd, Szent Gellért szálloda, Gellért gyógyfürdő                                                           |
| 27 | Gárdonyi tér                        | 9  | 41, 47, 48, 49, 56, 56A 7 | |
| 29 | Móricz Zsigmond körtér M            | 8  | 6, 17, 41, 47, 48, 49, 56, 56A, 61 7, 27, 33, 33A, 58, 114, 213, 214, 240 | Metróállomás, Szent Margit Gimnázium, József Attila Gimnázium, BGSZC Öveges József Technikum és Szakképző Iskola, Feneketlen-tó                                                   |
| 31 | Kosztolányi Dezső tér               | 6  | 49 7, 53, 58, 114, 150, 150B, 153, 154, 212, 212A, 212B, 213, 214, 240 | |
| 32 | Karolina út                         | 4  | 49 7, 58, 114, 153, 213, 214 | |
| 34 | Csóka utca (Karinthy Színház)       | 2  | 49 | Karinthy Színház |
| 36 | Szent Gellért-templom               | 1  | 49 | Szent Gellért Plébánia, Nemes Nagy Ágnes Művészeti Szakgimnázium, Bethlen Gábor Általános Iskola és Gimnázium                                                                     |
| 38 | Kelenföld vasútállomás M végállomás | 0  | 1, 49 8E, 40, 40B, 40E, 53, 58, 87, 87A, 88, 88A, 101B, 101E, 108E, 141, 150, 150B, 153, 154, 172, 173, 187, 188, 188E, 250, 250B, 251, 251A, 251E, 272 689, 691, 710, 712, 715, 720, 722, 724, 725, 727, 731, 732, 734, 735, 736, 760, 762, 763, 764, 767, 770, 774, 775, 778, 779, 798, 799 S10 G10 S12 S30 G30 Z30 S34 S35 S36 S40 G40 Z40 S42 Z42 G43 G44 IC, EC, EN, sebesvonat, gyorsvonat, expresszvonat, P+R | Kelenföld vasútállomás, Kelenföld autóbusz-állomás, Metróállomás, Etele Plaza |

## Képgaléria

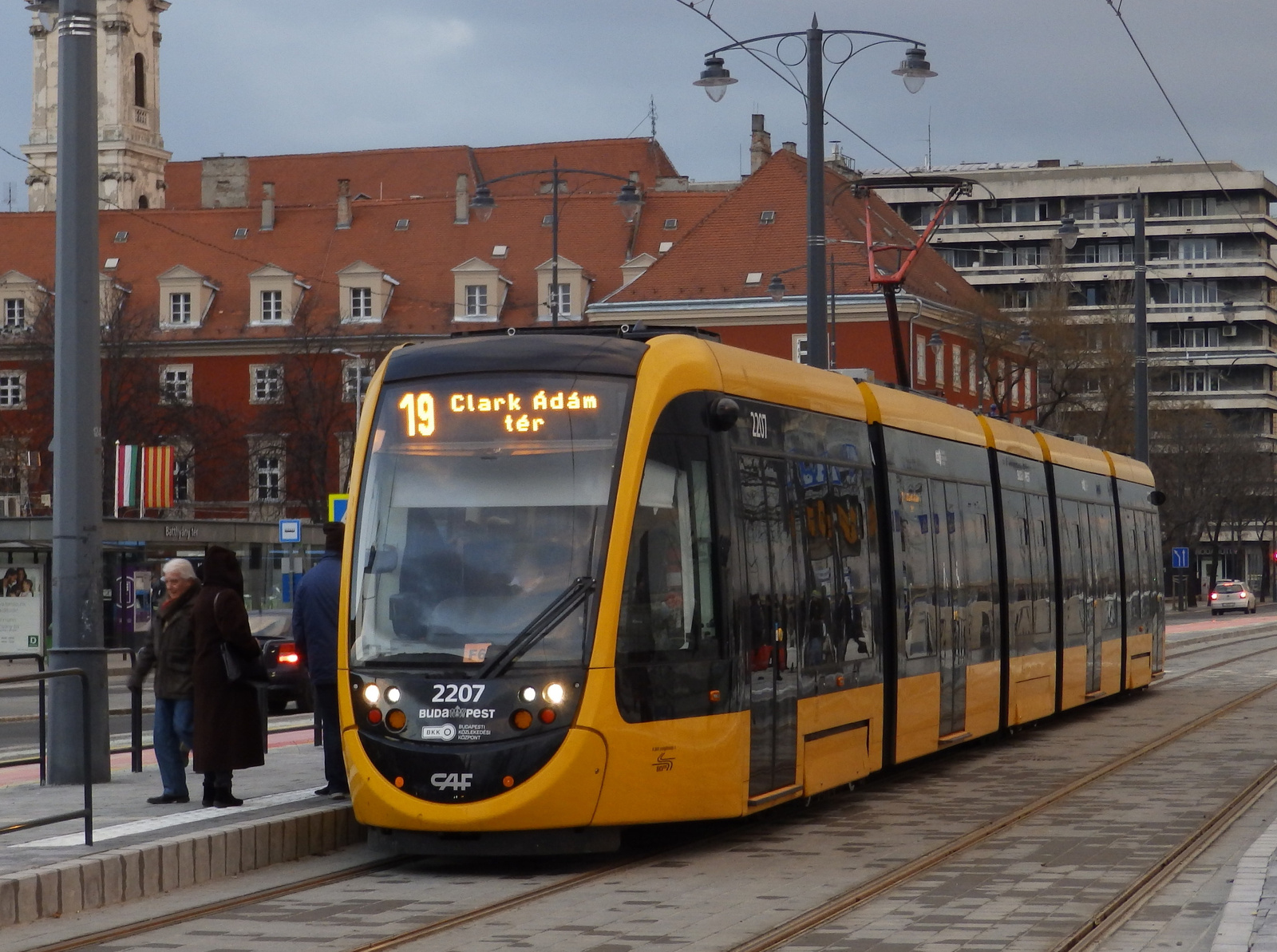
CAF Urbos 3 a Batthyány téren
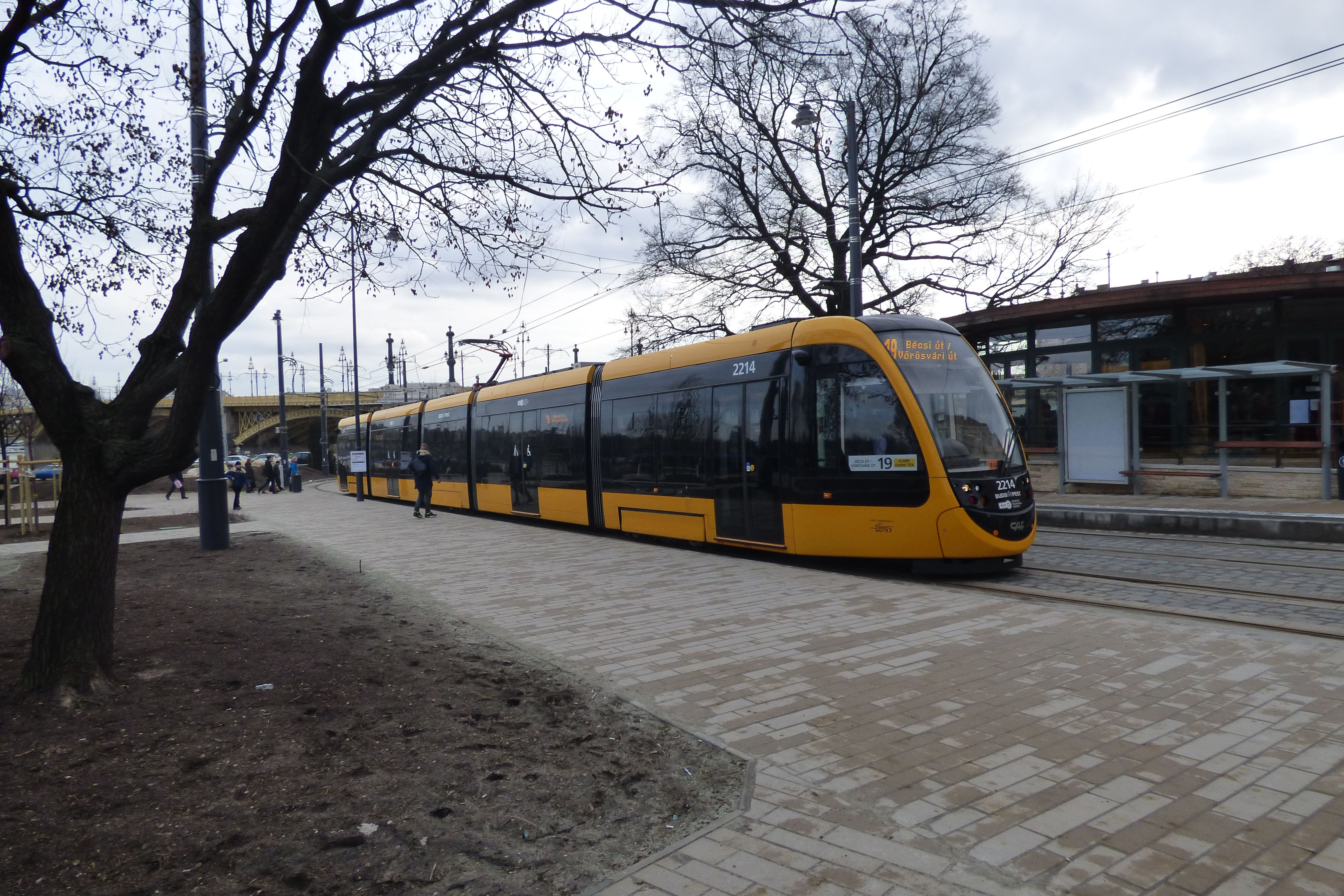
CAF Urbos 3 szerelvény a Margit híd, budai hídfőnél
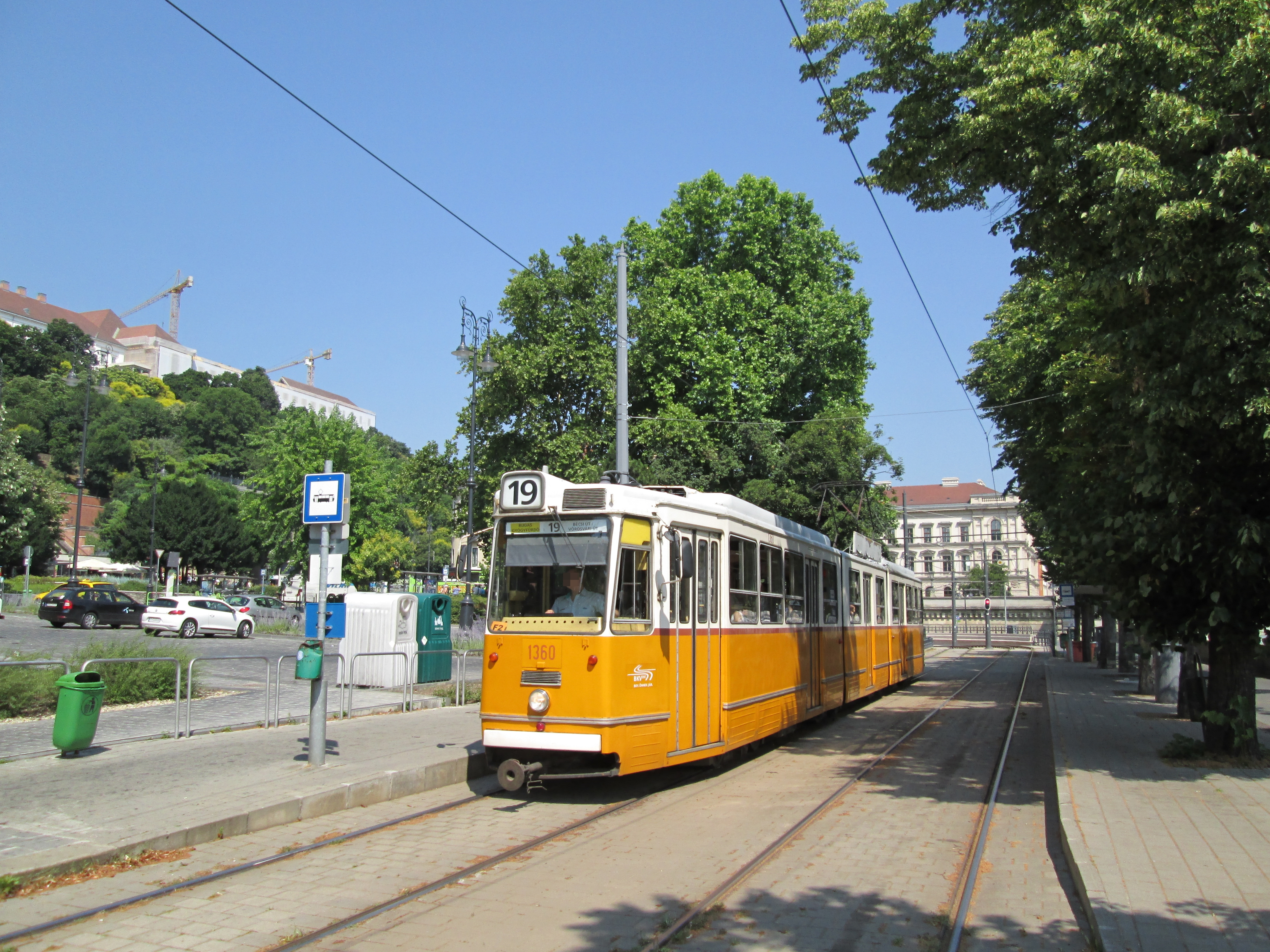
Az 1360-as pályaszámú Ganz csuklós a Clark Ádám térnél
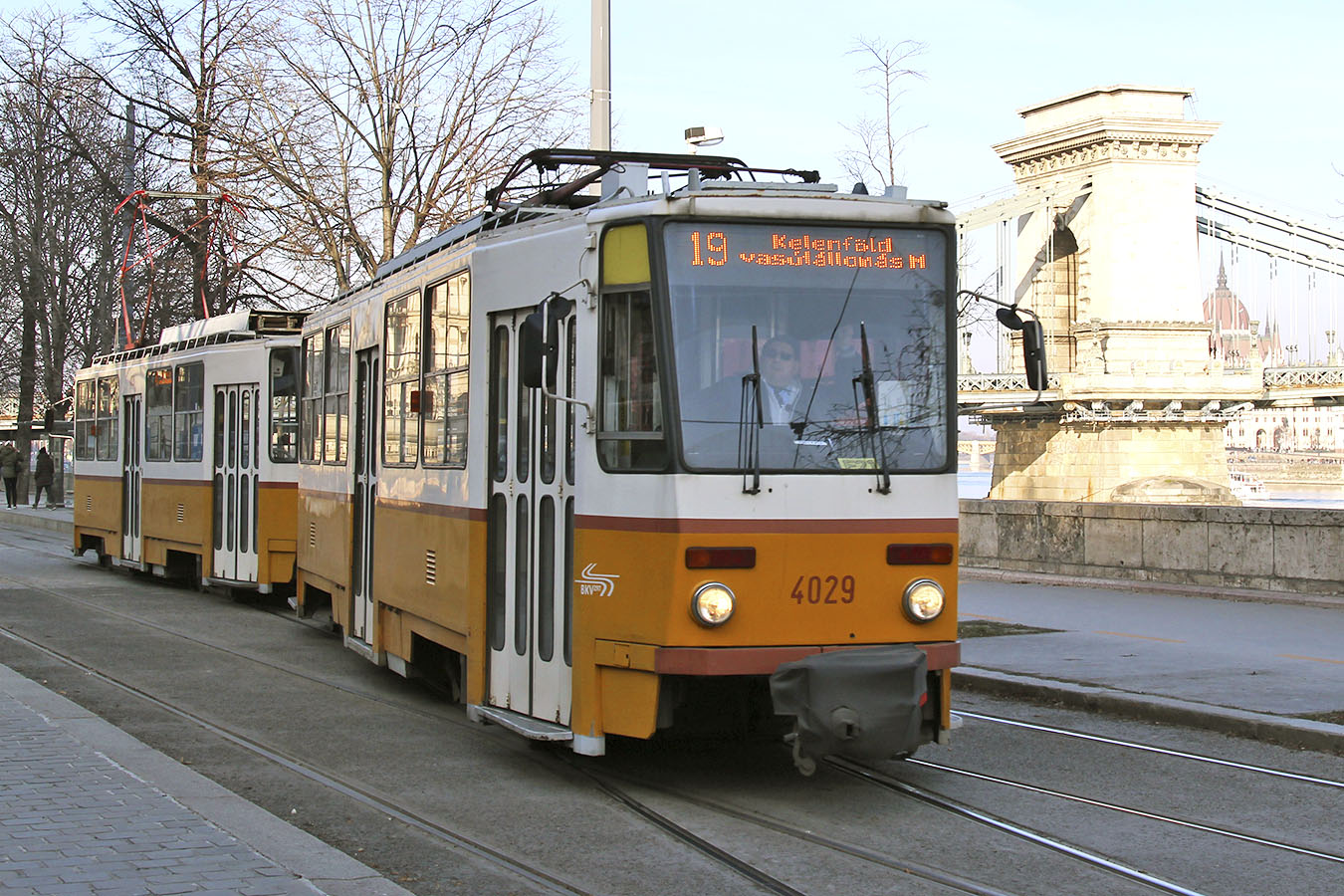
Tatra T5C5 villamos a Clark Ádám téren
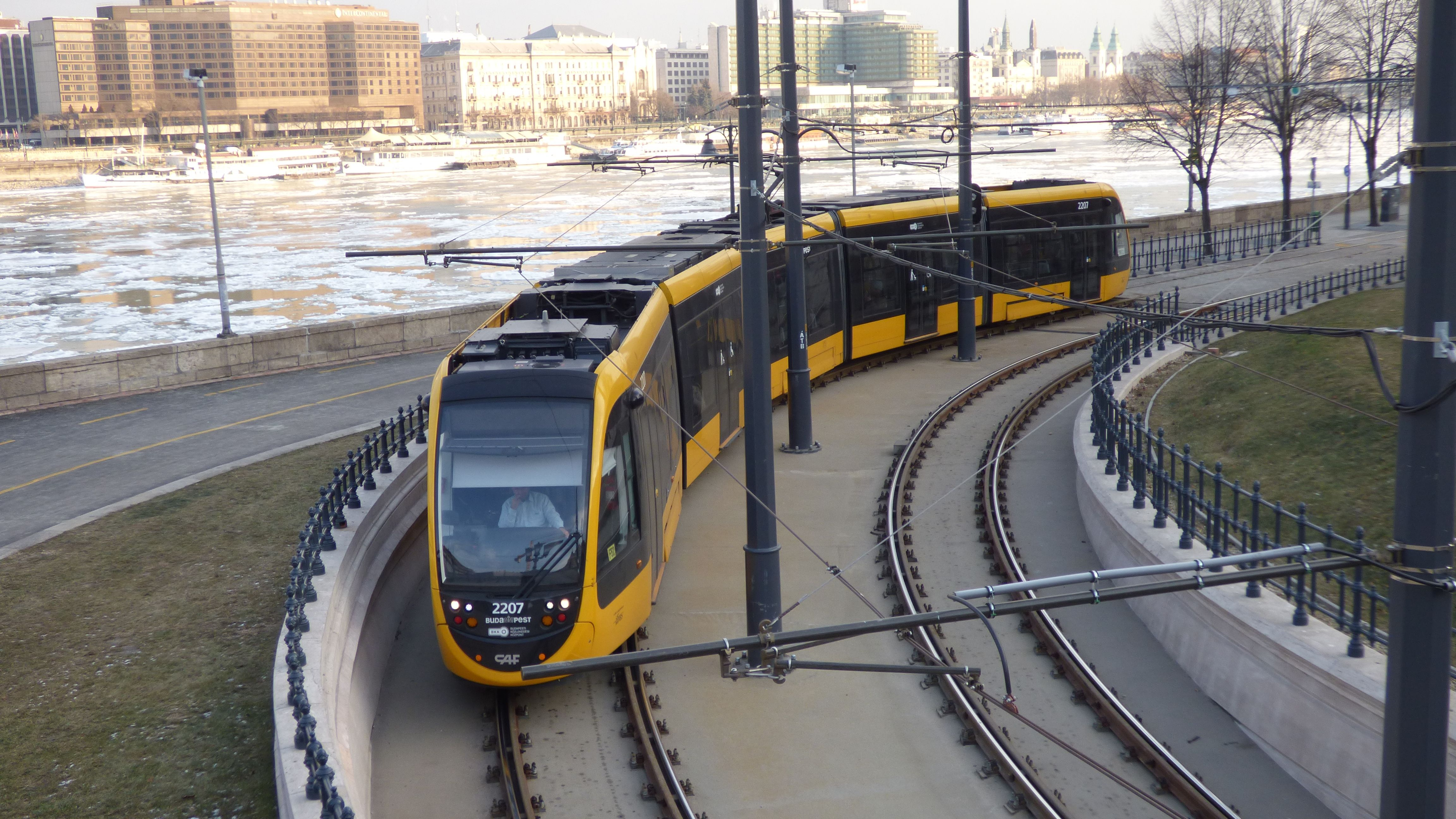
CAF Urbos 3 jelzés nélkül a Clark Ádám térnél
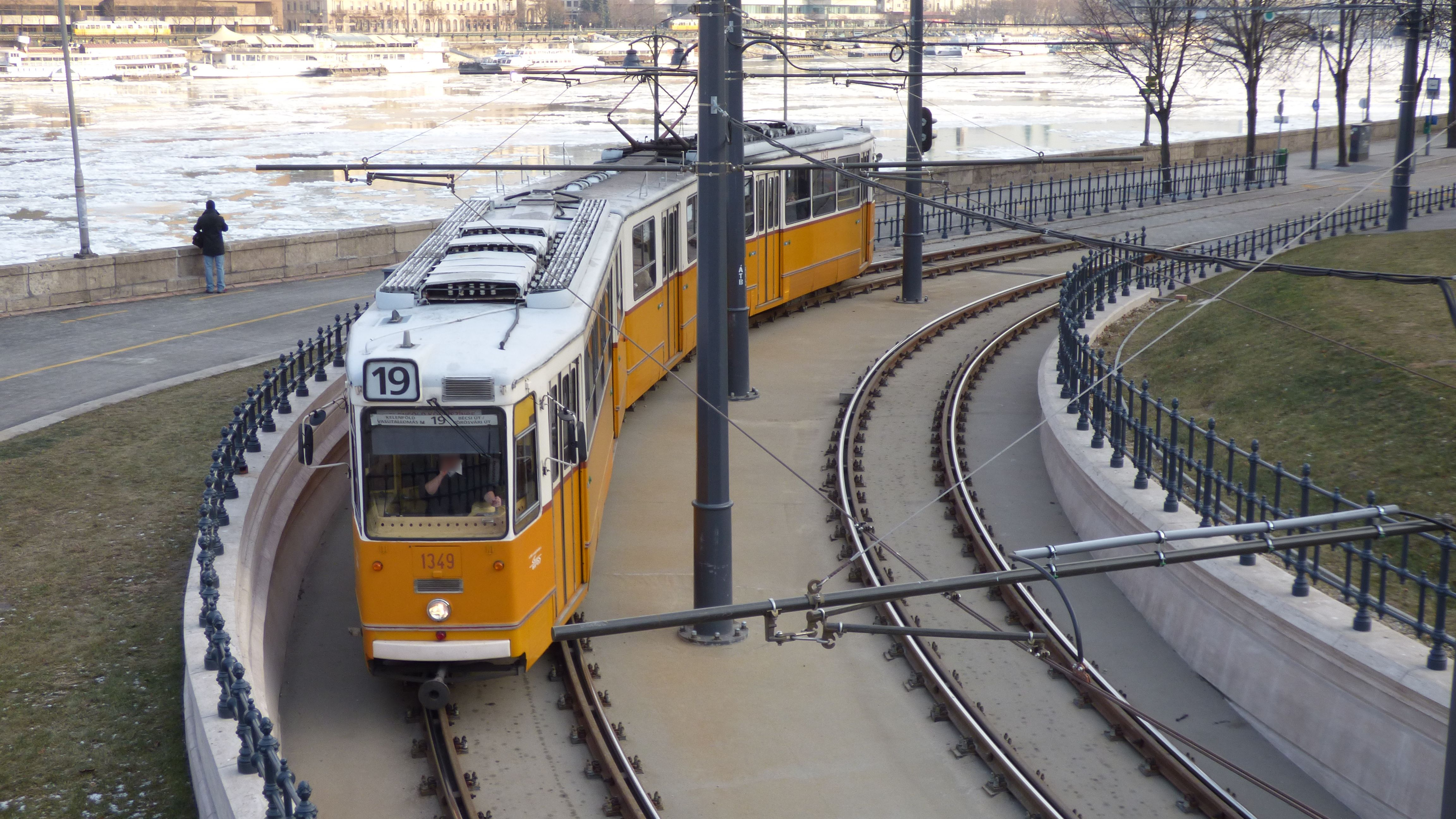
Ganz csuklós a Clark Ádám térnél
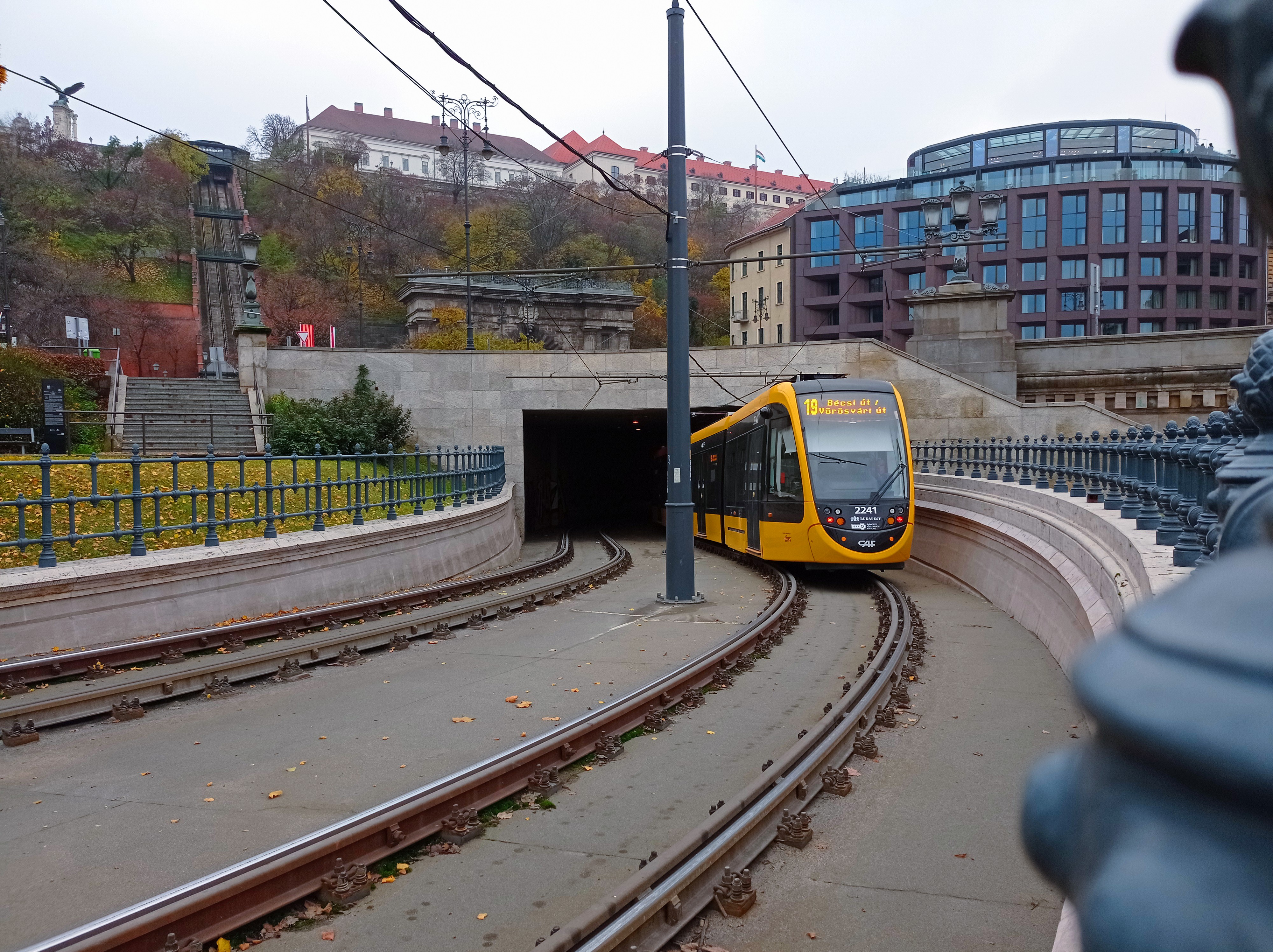
CAF Urbos 3 a Clark Ádám térnél
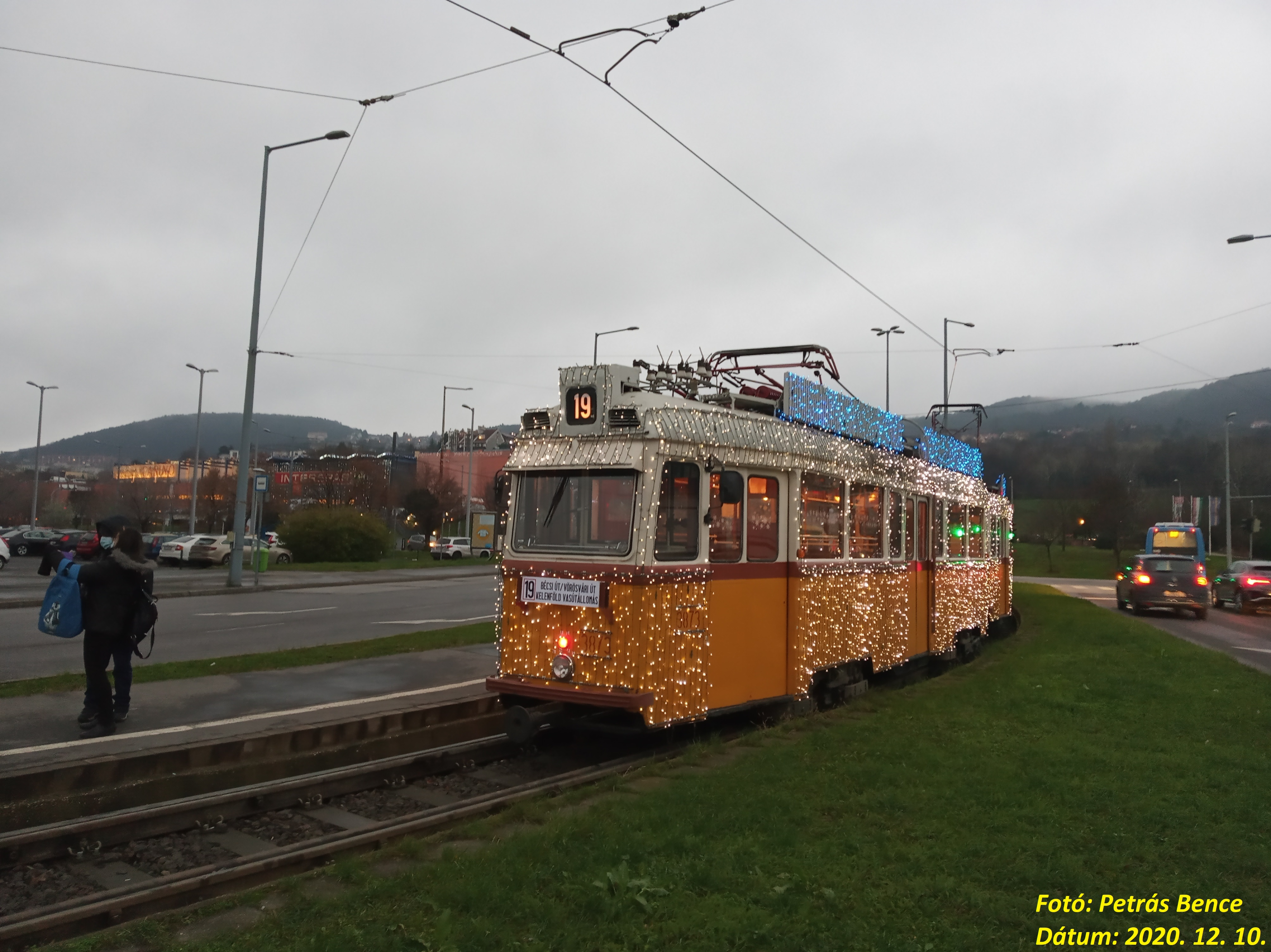
Ganz UV típusú Fényvillamos a Bécsi út/Vörösvári útnál